# هاکوب هاکوبیان (سیاستمدار، زاده ۱۹۵۶)
هاکوب آواگی هاکوبیان (ارمنی: Հակոբ Ավագի Հակոբյան؛ زادهٔ ۲۵ آوریل ۱۹۵۶) یک  سیاستمدار اهل ارمنستان است که از تاریخ ۱۹۹۰ تا تاریخ ۱۹۹۵ سمت نمایندگی دوره اول شورای عالی جمهوری ارمنستان را برعهده داشت.

## زندگی‌نامه
در ۲۵ آوریل ۱۹۵۶ در ارمنستان به دنیا آمد . 